# Saint-Pierre-des-Tripiers
Saint-Pierre-des-Tripiers (okzitanisch Sant Pèire d'Estripians) ist eine französische Gemeinde mit 96 Einwohnern (Stand 1. Januar 2022) im Süden des Département Lozère in der Region Okzitanien. Sie gehört zum Kanton Florac Trois Rivières.

## Geografie
Saint-Pierre-des-Tripier liegt im Nationalpark Cevennen zwischen dem Causse Noir (schwarze Hochebene) und dem Causse Méjean (mittlere Hochebene) im Tal des Flusses Jonte. Die Grotte de l’Homme mort (dt. Toter Mann) liegt südwestlich des Ortes.